# Puchar Polski (województwo wielkopolskie) w piłce nożnej mężczyzn (2022/2023)
W sezonie 2022/2023 Puchar Polski na szczeblu regionalnym w województwie wielkopolskim składał się z 5 rund, w których wzięło udział 28 zespołów: 5 drużyn z III ligi, 18 zespołów z IV ligi oraz zwycięzcy 5 okręgów (Kalisz, Konin, Leszno, Piła i Poznań). Rozgrywki miały na celu wyłonienie zdobywcy Regionalnego Pucharu Polski w województwie wielkopolskim i uczestnictwo na szczeblu centralnym Pucharu Polski w sezonie 2023/2024.

## Uczestnicy
| III liga                                                                                                | IV liga | V liga                                                                               | klasa okręgowa                                                    |
| --- | --- | ------------------------------------------------------------------------------------ | ----------------------------------------------------------------- |
| - Polonia Środa Wielkopolska - Pogoń Nowe Skalmierzyce - Sokół Kleczew - Unia Swarzędz - Jarota Jarocin | - Noteć Czarnków - Nielba Wągrowiec - Mieszko Gniezno - Kotwica Kórnik - Lipno Stęszew - Centra Ostrów Wielkopolski - Victoria Września - Korona Piaski - Huragan Pobiedziska - Obra Kościan - Tarnovia Tarnowo Podgórne - Iskra Szydłowo - LKS Gołuchów - Polonia 1912 Leszno - Polonia 1908 Marcinki Kępno - Warta Międzychód - SKP Słupca - Victoria Skarszew | - Olimpia Koło – OPP Konin - Kania Gostyń – OPP Leszno - Polonia Chodzież – OPP Piła | - Jarota II Witaszyce – OPP Kalisz - Szturm Junikowo – OPP Poznań |

## 1/16 finału
Losowanie par 1/16 finału, podobnie jak następnych faz, miało miejsce 18 listopada 2022 roku. Mecze rozegrano natomiast 4 i 11 marca oraz 12 i 19 kwietnia 2023 roku. Jarota II Witaszyce, Noteć Czarnków, Tarnovia Tarnowo Podgórne i Kotwica Kórnik uzyskały wolny los.
| 4 marca 2023 | SKP Słupca | 0:5   | Sokół Kleczew                                                                                            |  |
| 14:00        |            | (0:2) | 19' Mateusz Wzięch · 22' Hubert Kaptur · 68' Krystian Pawlak · 76' Mateusz Molewski · 78' Dawid Szygenda |  |

| 11 marca 2023 | Polonia 1908 Marcinki Kępno                      | 2:2 k. 8:7    | Victoria Września                           |  |
| 13:00         | 51' Bernard Fai Ndukong · 73' Remigiusz Pastucha | (0:1, k. 8:7) | 12' Mateusz Majer · 50' Maciej Szczublewski |  |

| 11 marca 2023 | Huragan Pobiedziska                      | 2:1   | Warta Międzychód  |  |
| 14:00         | 61' Paweł Piceluk · 78' Kuba Januszewicz | (0:1) | 19' Patryk Bierka |  |

| 12 kwietnia 2023 | Kania Gostyń | 0:3   | Pogoń Nowe Skalmierzyce                                  |  |
| 17:00            |              | (0:0) | 54' Patryk Palat · 61' Marcin Lis · 73' Daniel Kaczmarek |  |

| 19 kwietnia 2023 | Mieszko Gniezno                                                 | 3:1   | Centra Ostrów Wielkopolski |  |
| 16:00            | 45' Jakub Hoffmann · 65' Damian Garstka · 73' Aleksander Pawlak | (1:0) | 57' Paweł Dryka            |  |

| 19 kwietnia 2023 | Korona Piaski | 0:0 k. 8:7    | Obra Kościan |  |
| 17:00            |               | (0:0, k. 8:7) |              |  |

| 19 kwietnia 2023 | Polonia Chodzież                                             | 3:3 k. 3:1    | Polonia 1912 Leszno                                                |  |
| 17:00            | 6' Miłosz Szynkiewicz · 49' Jakub Szołdra · 87' Kamil Kuzara | (1:0, k. 3:1) | 47' Bartosz Raszewski · 54' Michał Skrzypczak · 85' Patryk Gendera |  |

| 19 kwietnia 2023 | LKS Gołuchów                                                              | 5:0   | Jarota Jarocin |  |
| 17:00            | 8', 88', 89' Krystian Benuszak · 22' Adrian Hajdasz · 63' Mikołaj Wyborny | (2:0) |                |  |

| 19 kwietnia 2023 | Iskra Szydłowo | 0:4   | Unia Swarzędz                                                              |  |
| 17:00            |                | (0:2) | 10' Adam Borucki · 36' Michał Miller · 47' Ernest Korek · 78' Kamil Kanior |  |

| 19 kwietnia 2023 | Olimpia Koło | 0:4   | Polonia Środa Wielkopolska                                                |  |
| 17:30            |              | (0:3) | 27' Piotr Wujec · 29' Kacper Nowak · 33' Antoni Prałat · 83' Jakub Giełda |  |

| 19 kwietnia 2023 | Lipno Stęszew                                  | 3:5   | Nielba Wągrowiec                                                            |  |
| 17:30            | 78', 90' Marcin Jurkiewicz · 83' Patryk Olczyk | (0:3) | 5' Mateusz Rocławek · 7', 47', 53' Rafał Leśniewski · 33' Kacper Skarbiński |  |

|  | Szturm Junikowo | 3:0 (wo.) | Victoria Skarszew |  |
|  |                 |           |                   |  |

## 1/8 finału
Pary 1/8 finału zostały rozlosowane 18 listopada 2022 roku, natomiast mecze rozegrano 1 i 10 maja 2023 roku.
| 1 maja 2023 | Noteć Czarnków | 0:1   | Pogoń Nowe Skalmierzyce |  |
| 15:00       |                | (0:1) | 45' Filip Szewczyk      |  |

| 1 maja 2023 | Jarota II Witaszyce | 0:3 (wo.) | Mieszko Gniezno |  |
| 15:00       |                     |           |                 |  |

| 1 maja 2023 | Szturm Junikowo | 0:2   | Tarnovia Tarnowo Podgórne |  |
| 15:00       |                 | (0:0) | 62', 87' Jakub Różewicz   |  |

| 10 maja 2023 | Polonia Chodzież    | 1:0   | Nielba Wągrowiec |  |
| 16:00        | 8' Jakub Zbieralski | (1:0) |                  |  |

| 10 maja 2023 | Polonia 1908 Marcinki Kępno | 0:1   | LKS Gołuchów       |  |
| 17:00        |                             | (0:0) | 54' Paweł Stempień |  |

| 10 maja 2023 | Sokół Kleczew                                                 | 3:1   | Polonia Środa Wielkopolska |  |
| 17:30        | 2' Krystian Pawlak · 36' Michał Zimmer · 83' Mateusz Molewski | (2:1) | 23' Kacper Nowak           |  |

| 10 maja 2023 | Kotwica Kórnik                                      | 2:6   | Unia Swarzędz                                                                                                   |  |
| 17:30        | 68' (sam.) Eryk Marcinkowski · 88' Tymon Włodarczak | (0:2) | 12' (sam.) Mikołaj Panowicz · 24', 79' Adam Borucki · 47' Michał Miller · 73' Jan Paczyński · 83' Antoni Kuźnik |  |

| 10 maja 2023 | Korona Piaski | 0:2   | Huragan Pobiedziska                             |  |
| 18:00        |               | (0:1) | 15' Ryszard Wierzbiński · 49' David Paku-Tshela |  |

## 1/4 finału
Losowanie par ćwierćfinałowych miało miejsce 18 listopada 2022 roku, natomiast mecze rozegrano 17 maja 2023 roku.
| 17 maja 2023 | Mieszko Gniezno                        | 2:1   | Pogoń Nowe Skalmierzyce  |  |
| 17:00        | 22' Jakub Hoffmann · 44' Kacper Zimmer | (2:0) | 90' Krystian Szczepaniak |  |

| 17 maja 2023 | Polonia Chodzież         | 2:4   | LKS Gołuchów                                                                          |  |
| 17:00        | 7', 68' Jakub Zbieralski | (1:3) | 11' Dawid Guźniczak · 29' Marcin Szymkowiak · 40' Paweł Stempień · 53' Patryk Kieliba |  |

| 17 maja 2023 | Huragan Pobiedziska | 0:1   | Sokół Kleczew           |  |
| 18:30        |                     | (0:0) | 90' Emanuel Mikołajczyk |  |

| 17 maja 2023 | Tarnovia Tarnowo Podgórne | 0:2   | Unia Swarzędz                                 |  |
| 18:30        |                           | (0:1) | 34' Adrian Chopcia · 58' Kacper Szymankiewicz |  |

## 1/2 finału
Pary półfinałowe zostały rozlosowane 18 listopada 2022 roku, natomiast mecze rozegrano 31 maja 2023 roku.
| 31 maja 2023 | Mieszko Gniezno     | 1:4   | Sokół Kleczew                                                                     |  |
| 17:00        | 8' Robert Pepliński | (1:2) | 3' Kacper Janiak · 40' Michał Grobelny · 73' Tomasz Kowalczuk · 85' Michał Zimmer |  |

| 31 maja 2023 | LKS Gołuchów                               | 2:3   | Unia Swarzędz                                                 |  |
| 18:00        | 23' Jakub Szymkowiak · 32' Dawid Guźniczak | (2:3) | 13' Tomasz Neumann · 17' Jan Paczyński · 39' Witold Walkowiak |  |

## Finał
Mecz finałowy odbył się 14 czerwca 2023 roku. W nim Sokół Kleczew pokonał Unię Swarzędz zdobywając Regionalny Puchar Polski w województwie wielkopolskim w sezonie 2022/2023 i uzyskując prawo do gry na szczeblu centralnym Pucharu Polski w sezonie 2023/2024.
| 14 czerwca 2023 | Sokół Kleczew                           | 2:0   | Unia Swarzędz |  |
| 18:00           | 14' Krystian Pawlak · 50' Michał Zimmer | (1:0) |               |  |